# Монтань-д’Амбр
Национальный парк «Монтань-д’Амбр» (фр. Parc national de la Montagne d'Ambre, «Гора Амбр») — национальный парк на севере Мадагаскара, в 37 километрах к югу от города Анциранана (Диего-Суарес). Является одним из первых и одним из самых интригующих парков Мадагаскара. Славится «Янтарная гора» своим биоразнообразием и уникальным климатом. Этот парк, раскинувшийся на площади 23 010 гектаров, из которых 4810 гектаров — заповедник специального назначения «Форе-д’Амбр» (Réserve Spéciale de la Forêt d’Ambre «Лес Амбр»), созданный в 1958 году, на высоте 800—1475 метров на склонах потухшего вулкана Амбухитра (Монтань-д’Амбр), называют прохладным оазисом спокойствия. Растительность парка — вечнозелёные влажные тропические леса. В среднем 2978 миллиметров осадков. На территории парка находится пять кратерных озёр и несколько живописных водопадов и рек. Влажный тропический климат. Температура варьируется от 20 до 25 °C. В прохладную погоду на вершине горы Амбр ночью может доходить до 3 °C.
Парк находится в коммунах Жоффрвиль (Амбухитра), Анцахампану, Мангаука, Андрануфандзана, Бубакиланди (Bobakilandy), Мусурулана, Амбундруна (Ambondrona), Анинурану, Анцалака, Маханануна, Анкетракабе и Сакарами (Sakaramy) в округе Анциранана II в районе Диана в провинции Анциранана. Население — антакарана, сакалава, антаймуру, антандруй и бецилеу.
Для местного населения Амбр — сакральное место, овеянное множеством легенд, а также строгими табу. Локальные профессиональные гиды в обязательном порядке информируют посетителей парка о существующих запретах, соблюдение которых является обязательным.
К услугам посетителей экскурсии длительностью от 4 часов до 3 дней. Перепад высот на туристических тропах этого парка колеблется от 850 до 1450 м над уровнем моря.
Национальный парк «Монтань-д’Амбр» является домом для многих эндемических видов животных. На сегодняшний день из эндемиков тут насчитывается 77 видов птиц, 7 видов лемуров (венценосный, Санфорда и другие) и 24 вида земноводных.
Именно тут посетители могут увидеть самого маленького лемура — коричневого мышиного лемура. Уникальным обитателем парка является и чубатый ибис. Недавним открытием стало, что в этом парке также обитает самый маленький хамелеон — Brookesia micra, длина взрослой особи которой едва достигает 3 см.
Флора парка представлена 1020 видами растений, среди которых Canarium madagascariense. Это и яркие представители тропических лесов: эпифиты, орхидеи, древовидные папоротники. Но также тут есть и растения-эндемики, большинство из которых обладают уникальными целебными свойствами. Локальные гиды расскажут вам об этих растениях. Кроме этого, в парке растёт и красное дерево — Dalbergia chlorocarpa, внесённое в Красную книгу и безжалостно уничтожаемое контрабандистами из-за ценной древесины, называемой палисандр.